# Martin Luserke
Martin Luserke (né le 3 mai 1880 à Schöneberg près Berlin; † 1er juin 1968 à Meldorf, dans le Holstein) est un pédagogue, conteur, romancier et dramaturge allemand. Il est l'une des figures dominantes du courant allemand de l’Éducation nouvelle et reste comme l'un des pionniers de l'éducation en plein air. Il est le fondateur de la première école expérimentale allemande, sur l'île frisonne de Juist et le promoteur du théâtre scolaire. L'apport le plus marquant de Luserke est la pratique de l'expression dramatique amateur (théâtre communautaire), dans les écoles et les instituts de formation, qui a donné un second souffle au mouvement de jeunesse allemand,. Les concepts de jeu de situation et d'improvisation remontent aux initiatives prises par Luserke. Il est le premier pédagogue à avoir théorisé les apports du théâtre scolaire.

## Années de formation

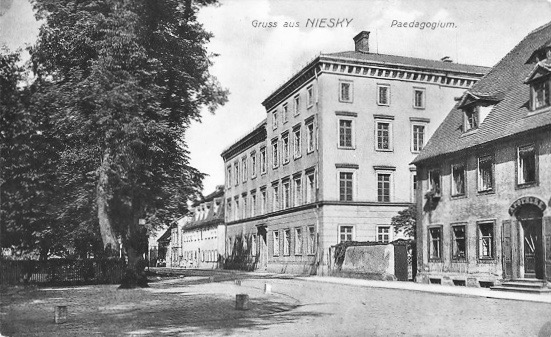
L'institut pédagogique nouveau de Niesky vers 1900, avec la devise gravée à l'entrée Ego sum via et veritas et vita (Je suis le Chemin, la Vérité et la Vie).

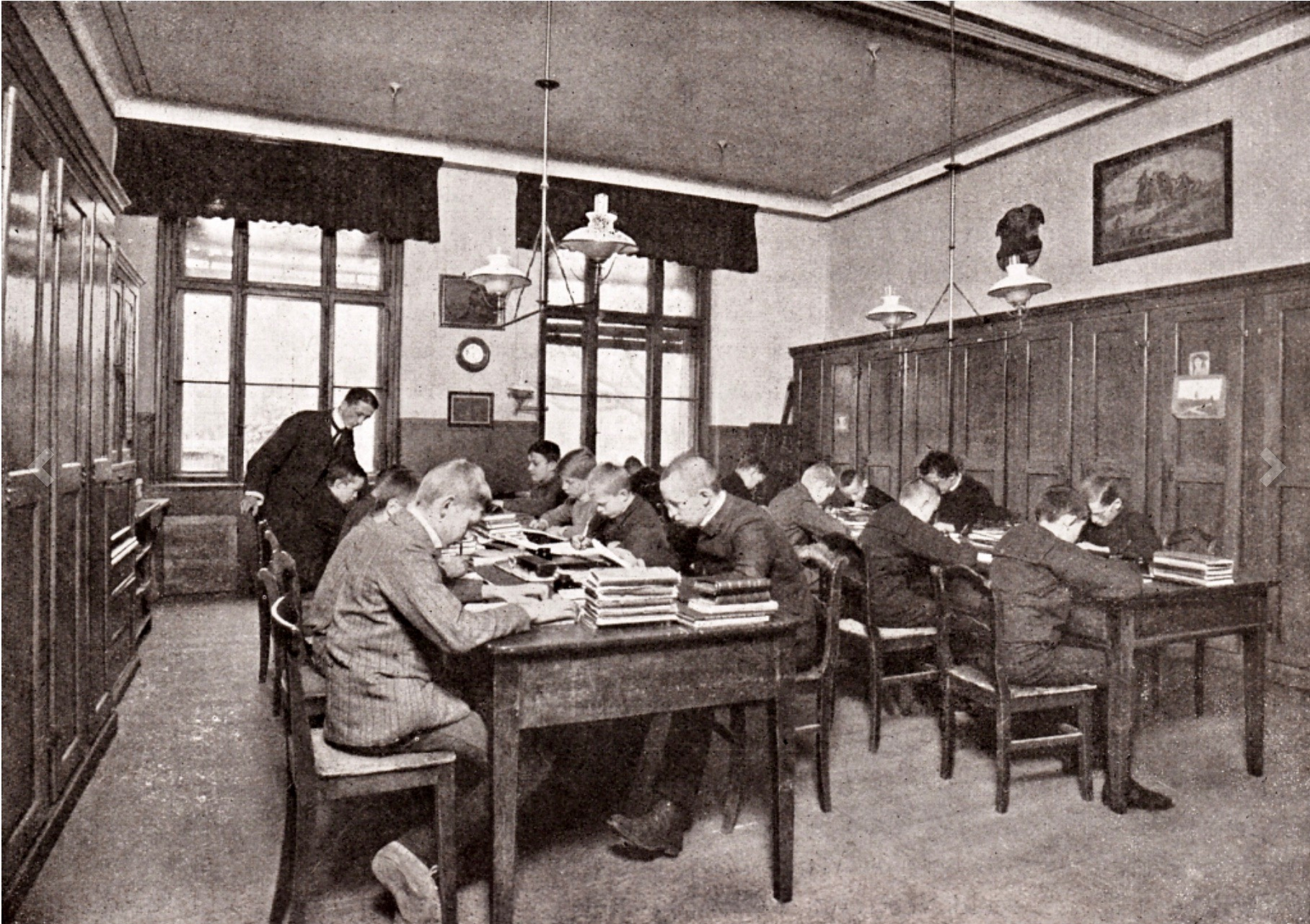
Devoirs surveillés au Neues Pädagogium de Niesky (vers 1900).

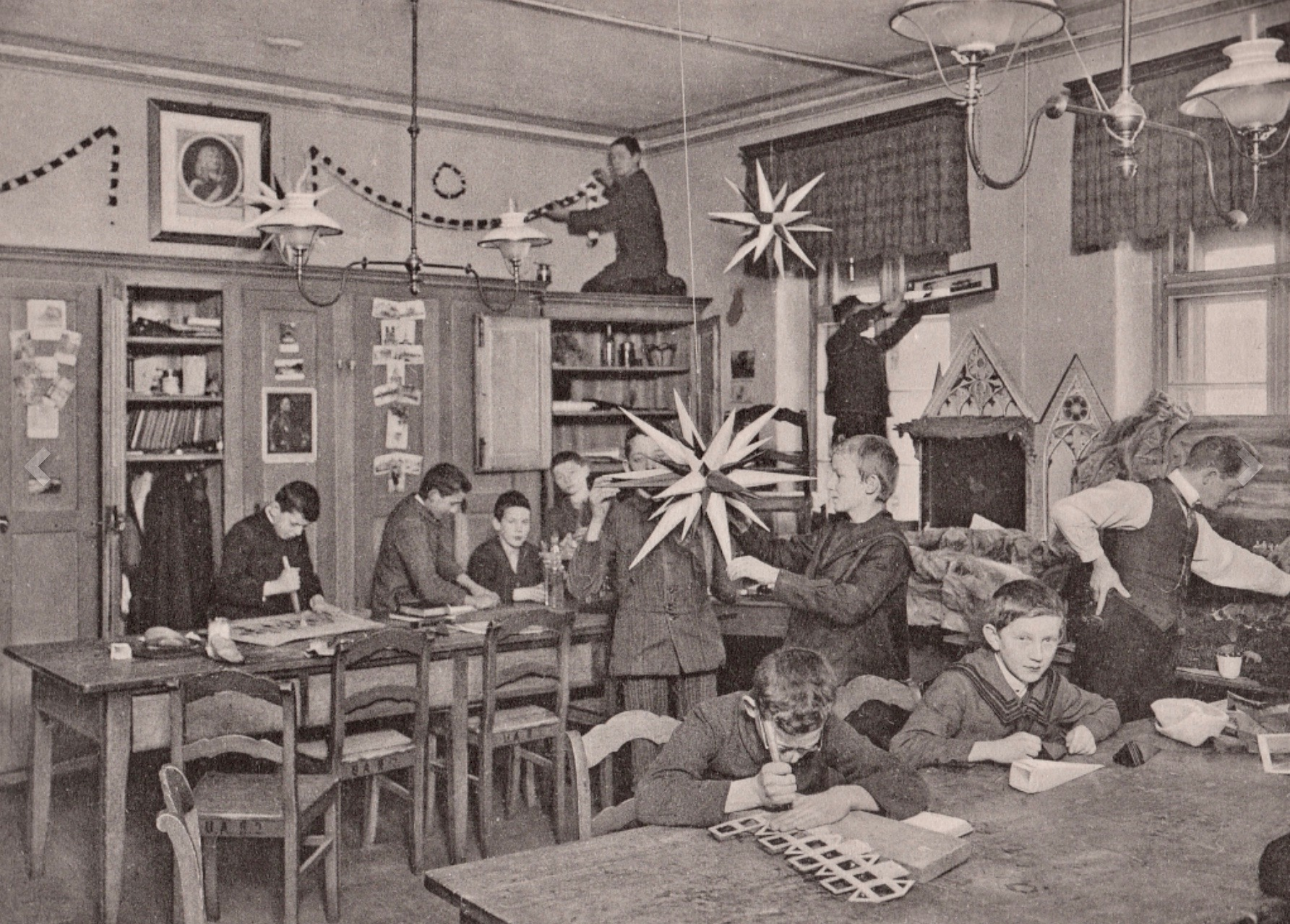
Classe de travaux manuels au Neues Pädagogium (vers 1900).

Luserke, avec l'assentiment de ses parents, fit ses études primaires dans une institution privée, l'école berlinoise de la « Confrérie de Herrnhut. » Ses parents, habités par une profonde foi piétiste, l'envoyèrent à 14 ans au séminaire d'enseignants de cette confrérie, à Niesky, (Haute-Lusace), où il passa son diplôme d'instituteur en 1900. Dans cet établissement, où l’éducation musicale était nettement plus poussée que dans les écoles publiques, il fit la connaissance d’Hans-Windekilde Jannasch (de). De 1900 à 1904, Luserke remboursa sa scolarité en exerçant comme instituteur et éducateur au lycée de Niesky. Il jouait de l'alto dans l’orchestre amateur de la ville. À cette époque, il prit de plus en plus ses distances avec le piétisme. Il gagna la Thuringe et étudia les mathématiques et la philosophie à l'université d'Iéna à partir de 1904.
En 1905, il effectua un stage de voile de plusieurs mois en Bretagne et s'y enthousiasma pour les vestiges mégalithiques et la culture des Celtes. C'est vraisemblablement là, sur l'Île-Molène, qu'au contact d'un barde Luserke tira l'idée de puiser pour sa production romanesque dans la tradition orale et écrite, c'est-à-dire les contes et légendes. Professeur stagiaire à Florence (1906), il en profita pour effectuer une excursion de deux mois à travers l'Italie, et prolongea son séjour à l'étranger par un voyage en Égypte et en Norvège. En Italie, il médita sur sa vocation d'instituteur et commença à mettre en doute les méthodes pédagogiques qu'on lui avait enseignées. Il se promit de devenir un « enseignant moderne », « d'apporter sa pierre aux réalisations humaines et de donner corps aux rêves audacieux. » La lecture d'un livre du pédagogue réformiste Hermann Lietz, et une visite qu'il rendit à cet auteur le convainquirent de se consacrer à l’Éducation nouvelle,.

## Parcours professionnel

### L'école de plein air d'Haubinda (1906)
À Pâques 1906, il décida de collaborer avec Hermann Lietz et enseigna dans son école d'Haubinda en  Thuringe, dirigée à l'époque par Paul Geheeb. Trois années plus tôt, cet établissement avait été le théâtre d'un scandale à propos du refus d'inscrire un élève juif,, car ils ne pouvaient être admis qu'à titre exceptionnel, un principe que Luserke écarta lorsqu'il fonda ses propres écoles. Au D.L.E.H., on partait du principe qu'il fallait « prévenir la violence innée des élèves », ce qui impliquait un encadrement très strict et très peu de place pour les élèves (comme pour les pédagogues). Seuls Luserke et Gustav Wyneken, inspirés par les idées de Walter Benjamin, tentaient de s'opposer à Haubinda à cette discipline militaire quotidienne. Les conflits entre animateurs, ainsi que le projet secret de revendre une partie des locaux, entraîna la démission des deux pédagogues.

### La communauté de Wickersdorf (1906–1925)

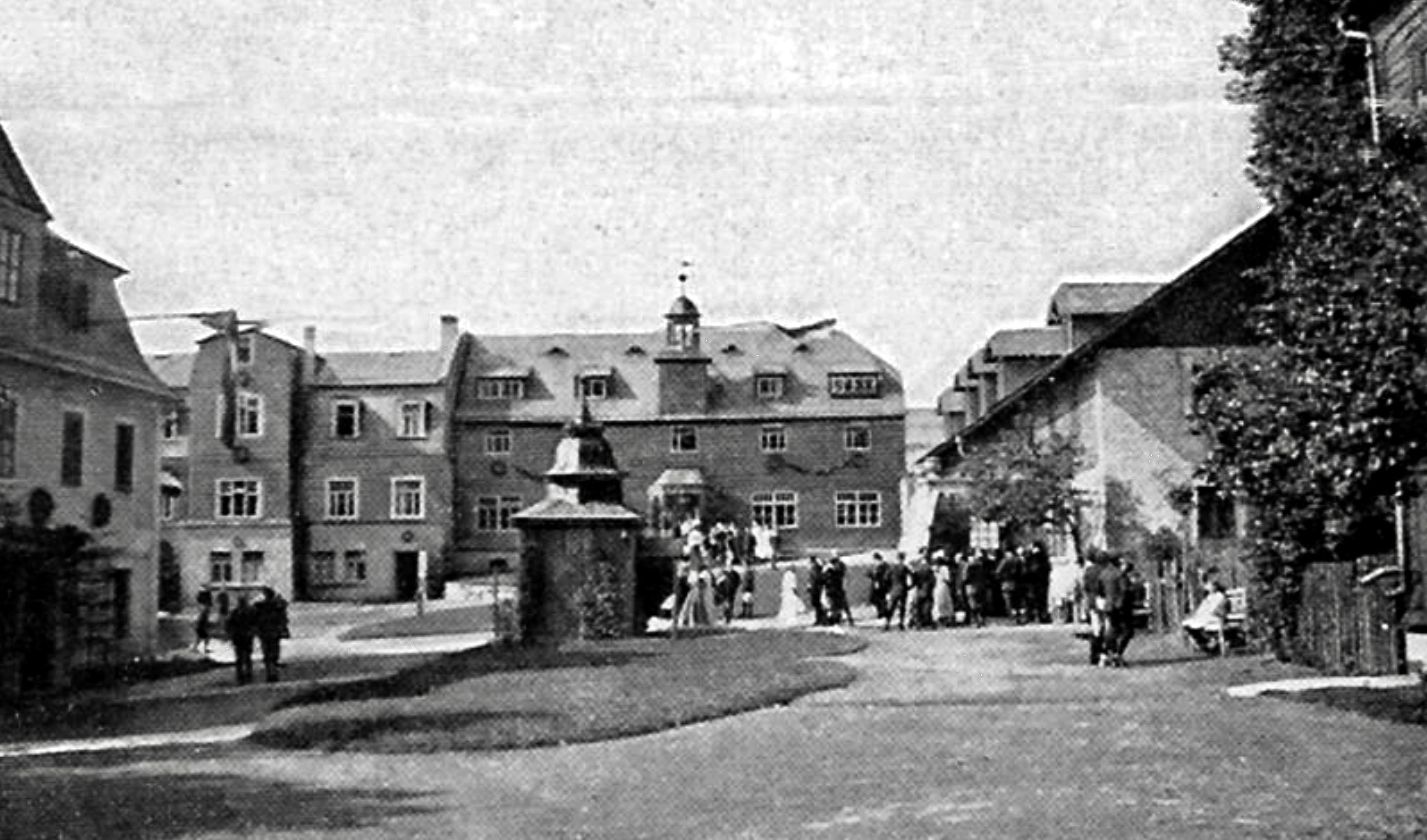
L'école libre de Wickersdorf (1907).

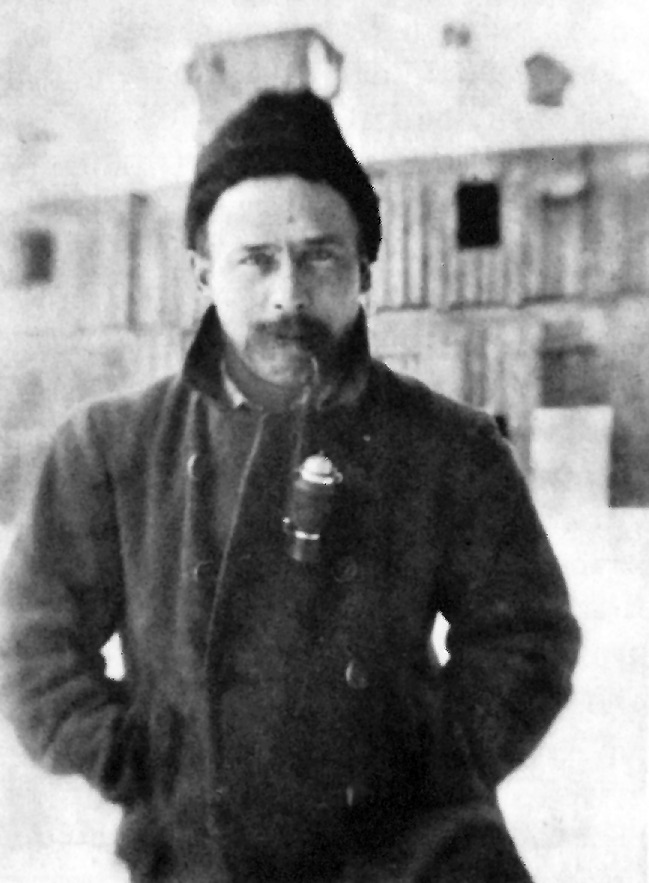
Martin Luserke avec étudiants de Wickersdorf lors d'une excursion dans les monts du Fichtel (1910).

C'est ainsi qu'à l'automne 1906, Wyneken et un groupe de pédagogues dissidents comprenant, outre Luserke, Paul Geheeb et August Halm (de), décidèrent de créer l'école libre de Wickersdorf (Freie Schulgemeinde Wickersdorf) à Saalfeld en Forêt de Thuringe,,. Wyneken, qui se voyait plutôt comme le théoricien du groupe, comptait sur Luserke pour articuler l'enseignement autour d'activités pratiques. Ce concept d'une didactique orientée par l'expérience individuelle a certainement inspiré plus tard Hans Alfken (de),.
Luserke y fit ses premières expériences de théâtre communautaire et de conteur. Il y était le primus inter pares d'une confrérie qui se désignait familièrement comme les Ours, comptant dix élèves autour de leur maître.
En 1910 (1911 selon certaines sources), le Grand-duc George II de Saxe-Meiningen (parfois surnommé le « duc de théâtre », Theaterherzog) nomma Luserke directeur de l'établissement,,. Cette décision survint après la divulgation des agressions pédophiles de Wyneken sur certains élèves, qui allait déboucher sur ce que la presse qualifia d’Eros-Skandal, et un procès qui entraîna le renvoi de Wyneken de son propre établissement. Au printemps 1912, Luserke structura les six premières années du cursus du FSG Wickersdorf sur deux séries d'ouvrages laissés inachevés depuis 1909 par Wyneken, les « Livres du Maître » (Lehrerbücher) et les « Livres de l’Élève » (Schülerbücher). Luserke dirigea donc l'établissement jusqu'en 1914, puis derechef de 1922 au printemps 1925. Il a laissé sur cette période ce jugement: « L'école est à présent opérationnelle en tant qu'institut de formation et prête à délivrer des brevets, mais je n'ai plus de temps pour mes devoirs éducatifs envers ma famille. »
Il fit paraître en 1912 sa première pièce de théâtre communautaire, qu'il faisait représenter depuis 1906. Il publia aussi un cours de danse : « L’art de la danse ouvre un chemin qui laisse libre cours à ce puissant instinct qui nous élève au-dessus de nous-même. »
Entre-temps, Luserke servit sous les drapeaux de 1914 à 1917, parvenant jusqu'au grade de sous-officier. Grièvement blessé à la tête (raison pour laquelle il portera désormais systématiquement une casquette), il fut capturé par les Français et soigné dans un camp de prisonniers. Victime d'une dépression nerveuse en 1917, les autorités françaises l'envoyèrent en Suisse pour raison sanitaire, et Luserke y demeura jusqu'en 1919,. Selon une source tardive, au cours de la révolution allemande de 1918-1919, Luserke aurait demandé fin 1918 directement à Wyneken de reprendre la direction du FSG Wickersdorf et d'y donner les cours. Son intention aurait été de combattre les initiatives de ses remplaçants (et rivaux) à la tête de l’institution.
En 1919, influencé par les événements révolutionnaires qui agitaient son pays, Luserke rédigea le tome 3 de la collection Praktischer Sozialismus, coordonnée par le philosophe marxiste Karl Korsch, et dont George Bernard Shaw avait rédigé le second tome. Luserke y promulguait une éthique socialiste du travail, visant à la production collective. Luserke collaborait à cette époque également au journal Die Fahne, aux côtés de Ludwig Klages et Rudolf von Laban.
De retour à la direction de l'Institution de Wickersdorf, Luserke dut mettre un terme aux entreprises pédophiles du fondateur, Wyneken : il s'ensuivit une confrontation où les désaccords pédagogiques entre les deux hommes apparurent au grand jour. Il tenta de reconstituer, avec Rudolf Aeschlimann et Paul Reiner, un « triumvirat » pédagogique contre Wyneken, puis démissionna.

### L'école de voile à Loog sur l'île de Juist (1925–1934)

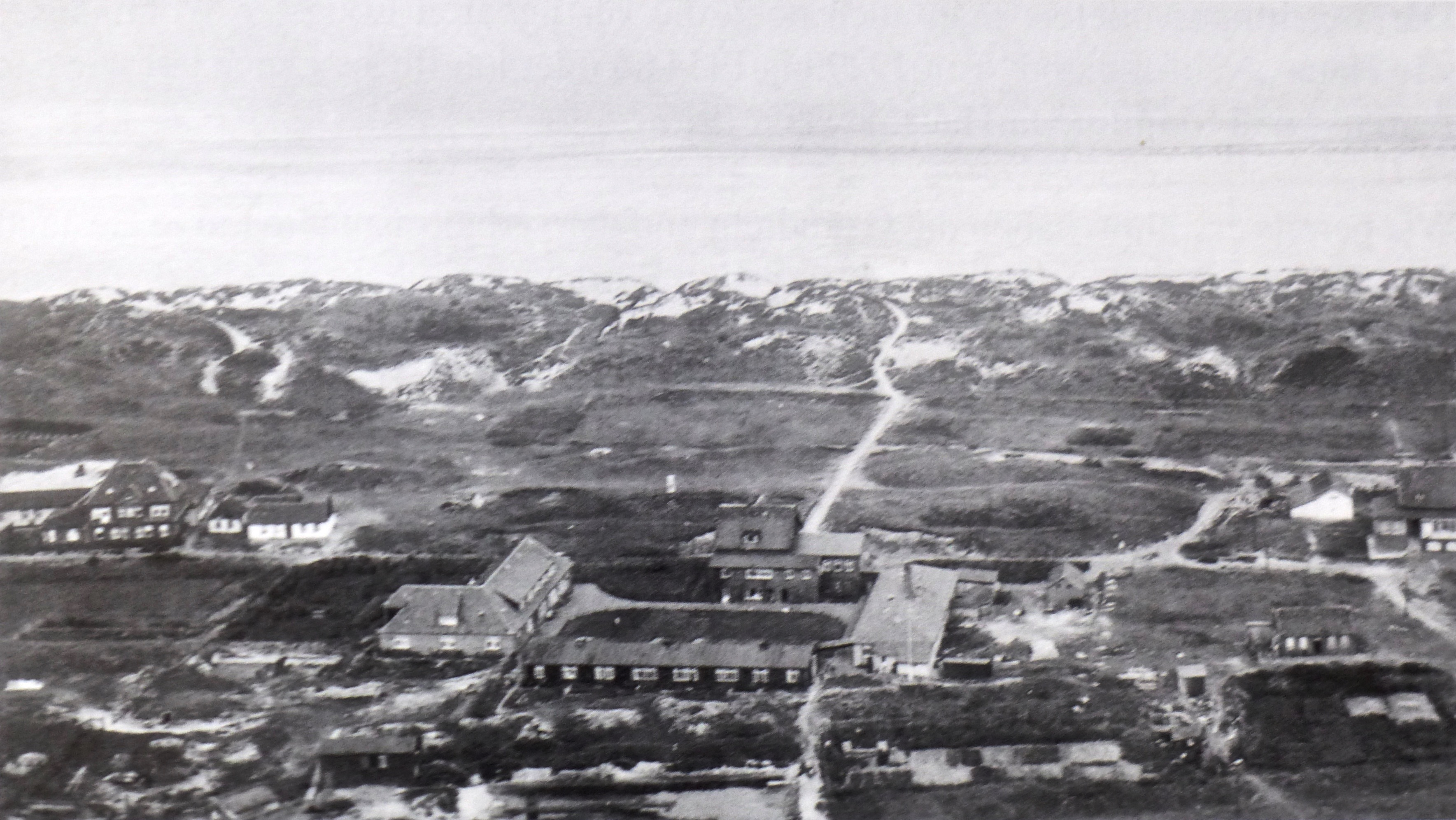
Vue aérienne de Schule am Meer à Loog sur l'île de Juist, 1929.

Avec ses collègues Luserke chercha alors à se retirer « aux marches du monde habité » : c'est ainsi que, le 4 octobre 1924, la fondation Stiftung Schule am Meer puis, le 1er mai 1925, y ouvrit une école de plein air, Schule am Meer, à Loog sur l'île de Juist, en Mer du Nord,, dont il avait exploré les alentours avec des collègues et élèves à la Pentecôte 1924,,.
Il forma ex nihilo son école de voile (Schule am Meer), synthèse de formation pratique et spirituelle,.
Seize élèves quittèrent le pensionnat autogéré de FSG Wickersdorf pour l'île de Juist. Luserke occupait leur activité entre le défrichement de Loog et une initiation à la navigation autour du banc de sable de Juist.

« Luserke recherchait dans cette école des côtes de la mer du Nord, berceau nordique, un endroit ou l'alternance du flux et du reflux engendre un rythme propre chez l'homme. Il recherchait un cadre (dans ce cas précis un monde insulaire), qui permet l'affirmation de soi par l'action. Il était évident que cette action se fondait sur un travail concret à la fois pratique et éducatif, propre à former l'existence. La formule agitur ergo sum, plus tard considérée comme un propos philanthropique, est entièrement à la base de la Schule am Meer de Juist. »

— Kurt Sydow (1980)
, Die Lebensfahrt des Martin Luserke
Tandis que le journaliste et critique musical Herbert Connor (de) évoquait la Schule am Meer dans les colonnes du Berliner Börsen-Zeitung, Luserke parvenait à s'attirer pour son petit orchestre de jeunes la collaboration du célèbre pianiste Eduard Zuckmayer (de),. Avec Zuckmayer, le chœur, l’orchestre et la troupe théâtrale de la Schule am Meer, Luserke effectuait des tournées appréciées à travers toute l'Allemagne pendant les congés d'été, assurant à son établissement une excellente promotion,,. Luserke collaborait aux compositions de Zuckmayer et fit la connaissance de son frère, l'écrivain Carl Zuckmayer (Capitaine de Köpenick, 1931), qui passait ses vacances en donnant un coup de main à la Schule am Meer,,.

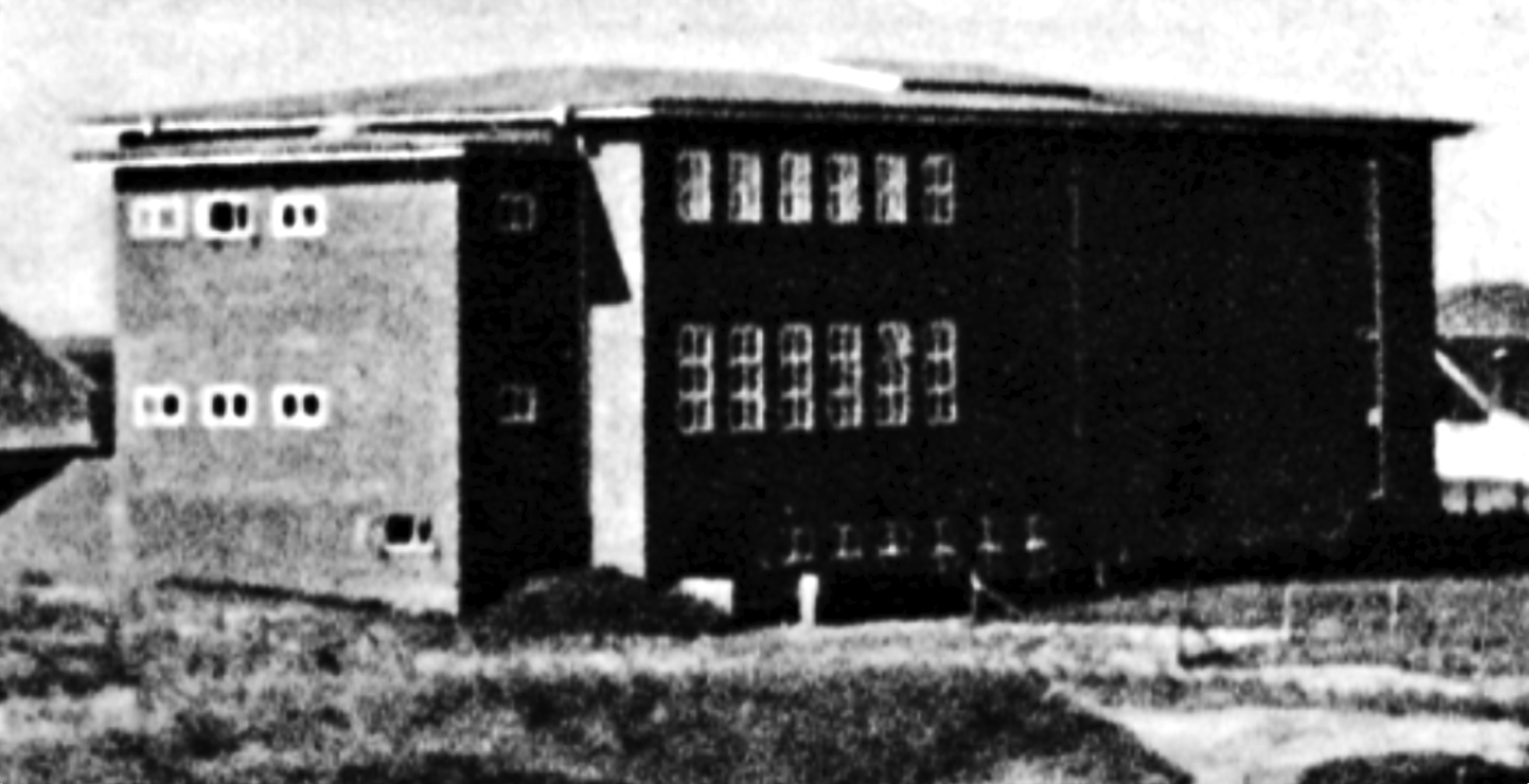
Theaterhalle der Schule am Meer, le théâtre de Schule am Meer à Loog sur l'île de Juist, conçu par l'architecte Bruno Ahrends de Berlin (cliché de 1931).

En 1930/31, avec l'aide active de ses collègues, les élèves, de leurs parents et sponsors, Luserke réussit à faire construire Theaterhalle der Schule am Meer (de), la salle de scène de Schule am Meer, la seule salle de théâtre autonome d'une école allemande.
Il était prévu d'y former, en concertation avec le Ministère des Cultes de Prusse et l'Institut Central d’Éducation de Berlin, des éducateurs de plein air. Peu après la prise de pouvoir des nazis, Luserke écrivit dans le journal de bord de l'école: « Ici entre Mer et glace, on pourrait avoir l'impression que Berlin est devenu un asile de fous ; mais l'entrée en scène de cet asile de fous va sans doute détruire notre travail,. » À la Pâque 1934, dans le contexte de l'antisémitisme et du nazisme triomphants, l'école fut fermée par décision administrative.
Le théâtre scolaire et les jeux de rôle sont aujourd'hui fortement implantés dans plusieurs écoles d'Allemagne et même ils s'inscrivent dans le programme éducatif, ; mais la conception que Luserke se faisait des activités de plein air est aujourd'hui mise en cause par les responsables d'activités.

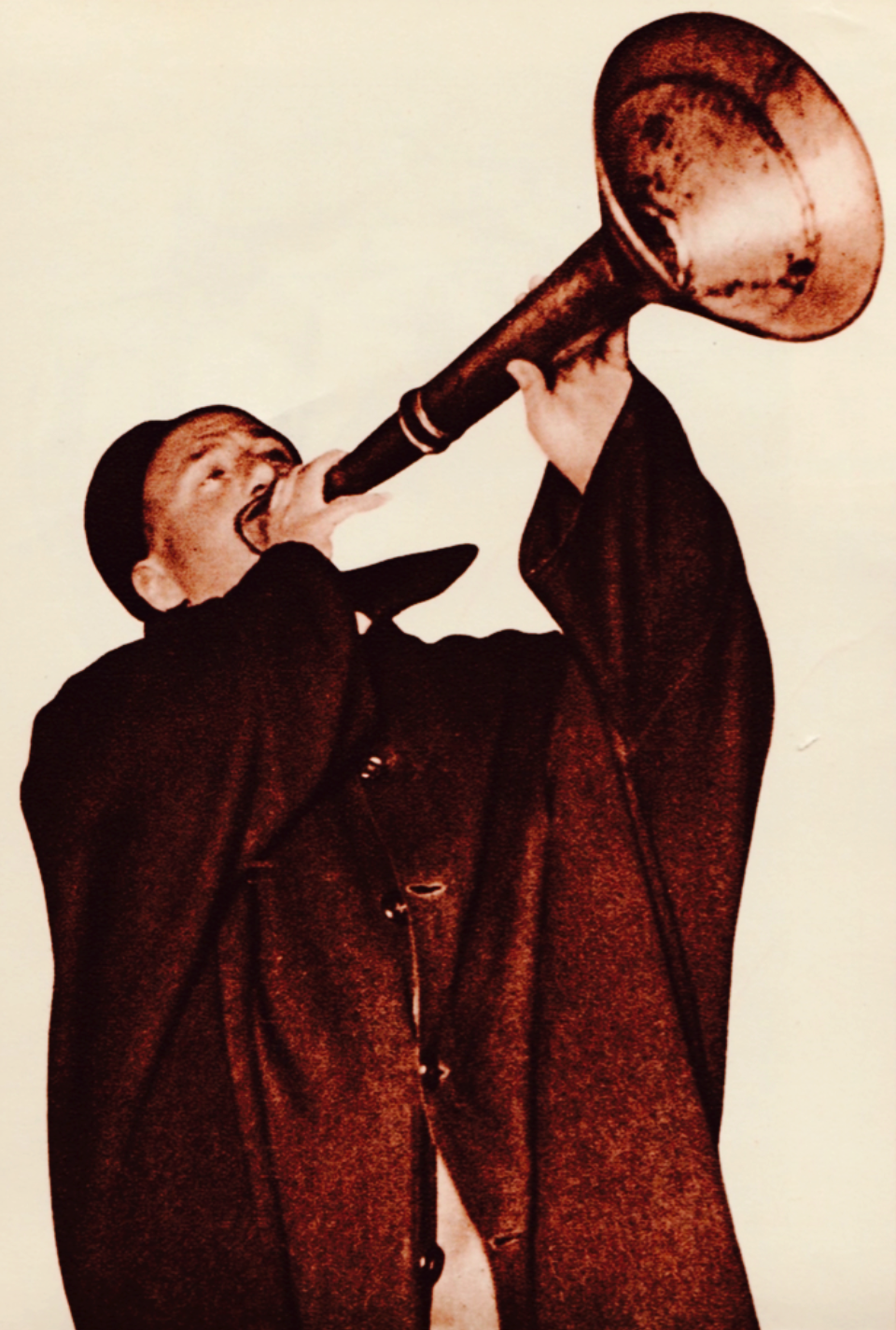
Armé d'un haut-parleur, Martin Luserke réveille les élèves de l'institution Schule am Meer à Juist avec un chant de marin : Rise, rise... (1931).

Luserke, qui considérait la relation élèves-pédagogues comme une association culturelle, était un éducateur alerte, pourvu d'une large palette de talents manuels et artistiques, dont il proposa la pratique à ses élèves en tant qu'école de la vie (Lebensbildung,). À Wickersdorf tout comme sur l'île de Juist il déclina quelques principes fondamentaux de l'Éducation nouvelle avec les pratiques des mouvements de jeunesse, qu'il vivifia en retour en leur faisant connaître la pratique du théâtre de rue, qui s'accompagnait de danse d'expression.
Il considérait que la valeur de cette forme d'expression artistique tenait à ce qu'elle suivait ses propres règles, et non celles, convenues, du théâtre de salles. Par le biais de l'expression corporelle (darstellendes Spiel) qu'il avait développée pour ses élèves, il ambitionnait même de faire évoluer le théâtre professionnel. L'expression corporelle lui avait été inspirée par les méthodes d’Émile Jaques-Dalcroze à l’Institut culturel de musique et de rythme d’Hellerau-près-Dresde. Luserke en a développé sa conception à travers bien des manuels et dans des préfaces, reprises dans les traités de danse les plus connus des années 1920,.

« On insiste à juste titre sur mes infidélités aux pratiques consacrées, et ma polarisation sur les méthodes nouvelles. »

— Martin Luserke, Auszug aus der Schule am Meer.
Sa pratique pédagogique, très en avance sur son époque, reposait non seulement sur un concept holistique, mais surtout sur l’idéologie völkisch, largement répandue dans l'Allemagne d'alors, sur un imaginaire « germano-scandinave », avec sa mystique et ses mythes. Par delà des aspects poétiques et romantiques, elle n'était pas sans rapport avec les idéaux nationalistes et corporatistes en plein bouillonnement sous la République de Weimar, conglomérat de courants de pensée déjà en gestation au XIXe siècle.
Dans ses programmes et ses critiques de la civilisation relatifs aux principes de son école de plein air, Luserke avait, dès 1924, pris ses distances avec les thèmes völkisch ou nazis comme la „pureté raciale“,,, la « dégénérescence, », la « contamination du sang, » et toute forme d'exclusion des juifs et d'autres minorités, avant même la première édition du Mein Kampf d'Hitler :

« Nous croyons à cette voie allemande qui, par delà les pensées quotidiennes et les divergences politiques, consiste en une racialisation de l'âme et de l'esprit par la communauté de langue, et en une formation  et une conformation à des valeurs culturelles communes; mais nous croyons aussi qu'elle n'est pas le produit d'une simple nature, et qu'elle est plutôt subordonnée à la responsabilité des êtres et de ce qu’ils veulent faire de leur vie. Nous estimons que cette responsabilité doit se traduire par une forte défiance envers les exagérations mystiques sur les fraternités de sang et de clan, envers la sensibilité insulaire-völkisch. Nous ne pensons pas que les manifestations de morbidité dans une population proviennent d'une contamination étrangère : nous estimons plutôt qu'elle tient à une carence culturelle et spirituelle, et à la perte de repères. »

— Martin Luserke, Schule am Meer (Juist, Nordsee). Principes. Esquisse d'une école à l'allemande,
Plusieurs sources secondaires ont repris à charge contre Luserke le paragraphe ci-dessus, en en tronquant la première phrase ; mais la citation complète montre que ni l'eugénisme nazi, ni l'antonyme d'Aryens opposé aux juifs et autres minorités n'avaient de valeur à la Schule am Meer. Entouré de Frisons, qui se considéraient plutôt eux-mêmes comme un peuple à part avec son histoire, sa langue et sa culture propre, Luserke s'efforçait plutôt de dégager un fond de valeurs communes et de les affirmer, pour faire reconnaître à tous une « culture de cœur »  positive.

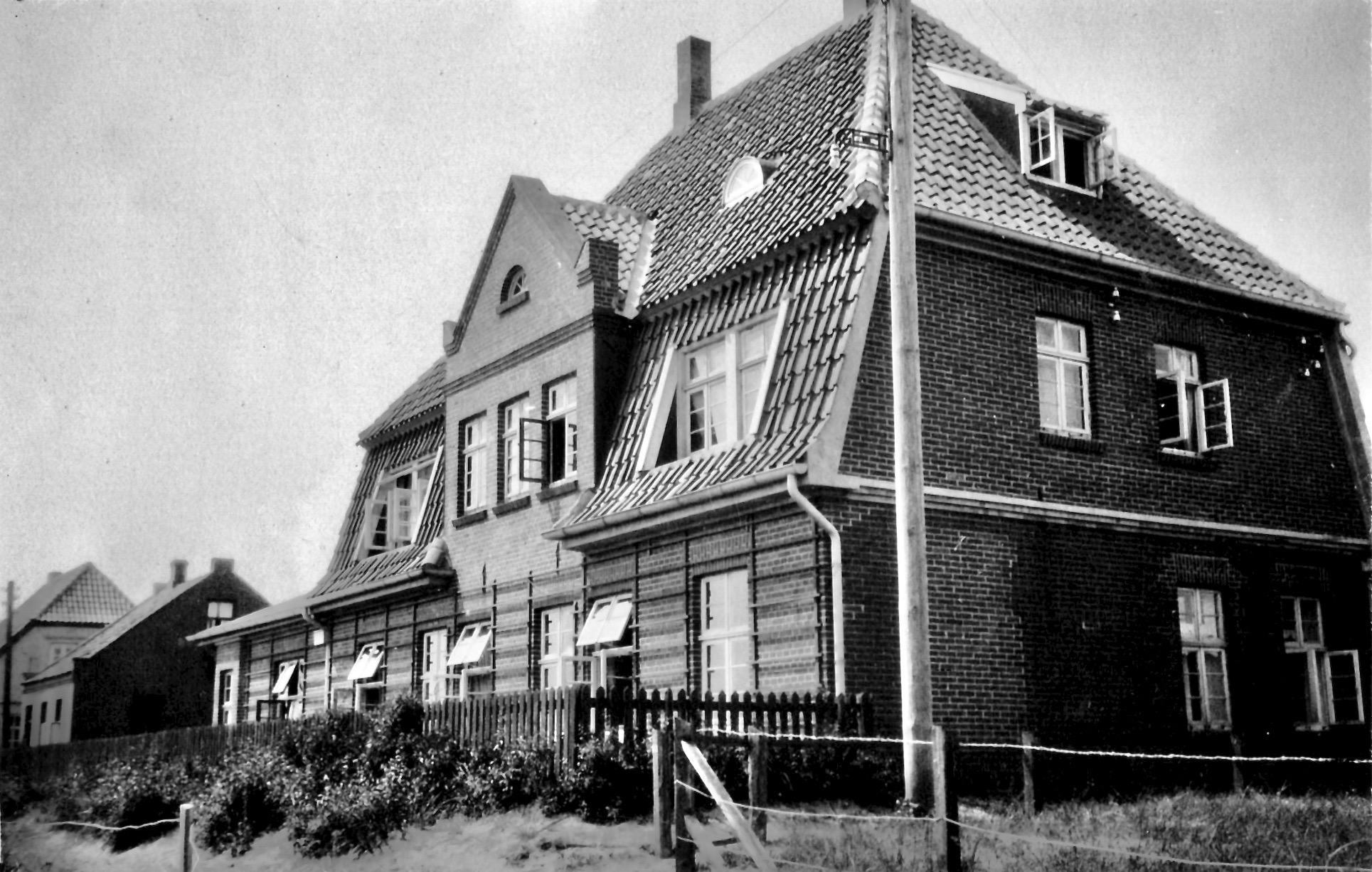
Maison familiale d'Anne-Marie et Martin Luserke à Loog sur l'île de Juist, sur 1928.

La Schule am Meer, décentralisée et pratiquant une forme de démocratie directe où élèves et pédagogues avaient voix égale, présentait une proportion (30 %) considérablement plus élevée d'élèves d'origine juive que les écoles publiques d'Allemagne. Cela, ainsi que le volume des subventions versées à la Fondation Schule am Meer par des donateurs d'origine juive, firent dénigrer l'établissement sous l'ère nazie comme Jöödenschool (école juive ).
Contrairement à la plupart des établissements allemands adeptes de l’Éducation nouvelle, la Schule am Meer, parce qu'elle accordait une trop grande place à l'autonomie des éducateurs et des élèves, ne fut jamais intégrée au système scolaire nazi, ; car cette autonomie, tout comme les délibérations en groupe et l'autodiscipline, allaient naturellement à l'encontre du système de pensée totalitaire, et à la soumission à la volonté d'un seul. À cela s’ajoutait la maxime de Luserke selon laquelle la jeunesse d'un individu est une période de la vie décisive : cette idée, qui sonne aujourd'hui comme une évidence, s'était fait jour sous la République de Weimar, et fut battue en brèche par les idéologues nazis.
Luserke s'efforça en vain de conforter la pérennité de sa Schule am Meer au cours de l'année 1933, en proclamant par voie de presse sa volonté de collaborer avec les nouvelles institutions nationales. Ses pièces de théâtre amateur ne s'inspiraient-elles pas du « caractère nordique-germanique » de la poésie de Shakespeare? Par peur d'agressions antisémites de la part des paramilitaires nazis de Frise, les élèves juifs de la Schule am Meer quittèrent l'école dès février 1933 pour rejoindre des écoles juives plus proches du domicile de leurs parents. Cette saignée d'un tiers de ses élèves, ainsi que la défection de nombreux donateurs mirent l'école de Luserke en difficulté, d'autant que la salle de théâtre, construite en 1931, n'était pas entièrement remboursée. C'est dans ce contexte que Luserke proposa cette année-là aux Jeunesses hitlériennes d'assurer la prise en charge des écoliers de l'île de Juist. D'abord intéressée, la Reichsjugendführun refusa finalement cette proposition en janvier 1934 pour des raisons financières. Ce fut également en vain que Luserke proposa à la Landesverwaltung der Nationalpolitischen Erziehungsanstalten de Prusse de reprendre en charge ses locaux.

### L'écriture à bord duKrake

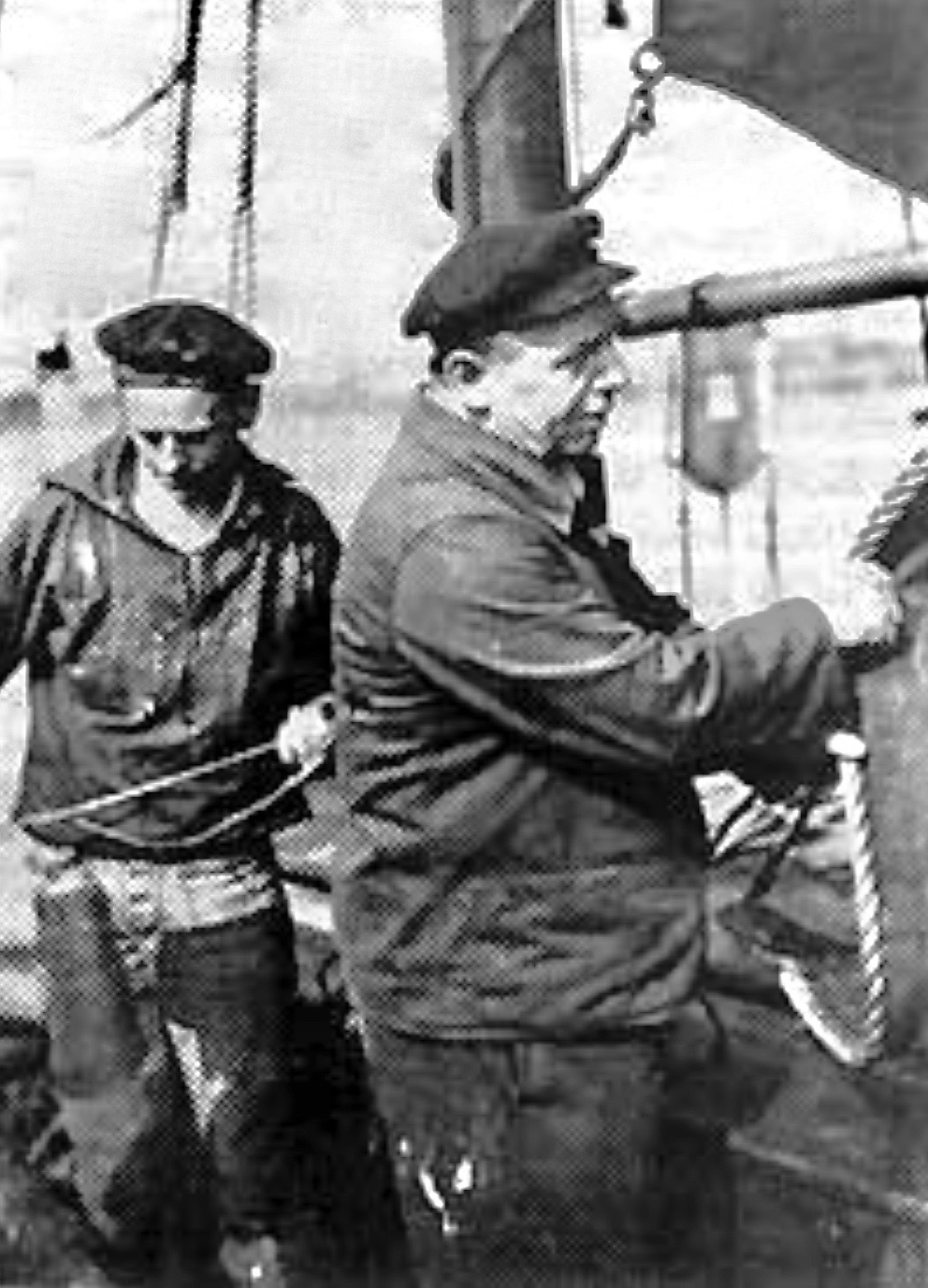
Dieter (1918–2005) et Martin Luserke à bord du Krake, vers 1935

Après la fermeture de l'école de Juist, Luserke décida de se consacrer entièrement à l'écriture sur un voilier. Il avait déjà cherché en 1929 à concrétiser son rêve d'enfance de vivre en mer,, mais l'avait différé à partir de 1934, tant que le chapitre Schule am Meer ne serait pas clos. Il ne revint jamais à Juist, mais conserva le contact avec d'anciens collègues et élèves, tels Beate Köstlin, le compositeur Jens Rohwer et Kurt Sydow,. Désormais, à bord de son nouveau voilier, le Krake ZK 14, dont il avait fait un cabinet d'écriture, Luserke écuma quatre années durant la mer Baltique et la mer du Nord en compagnie de son fils Dieter (1918–2005), en quête des anciennes routes maritimes des Vikings. C'est au cours de ces voyages qu'il composa ses romans Hasko et Obadia et le ZK 14.

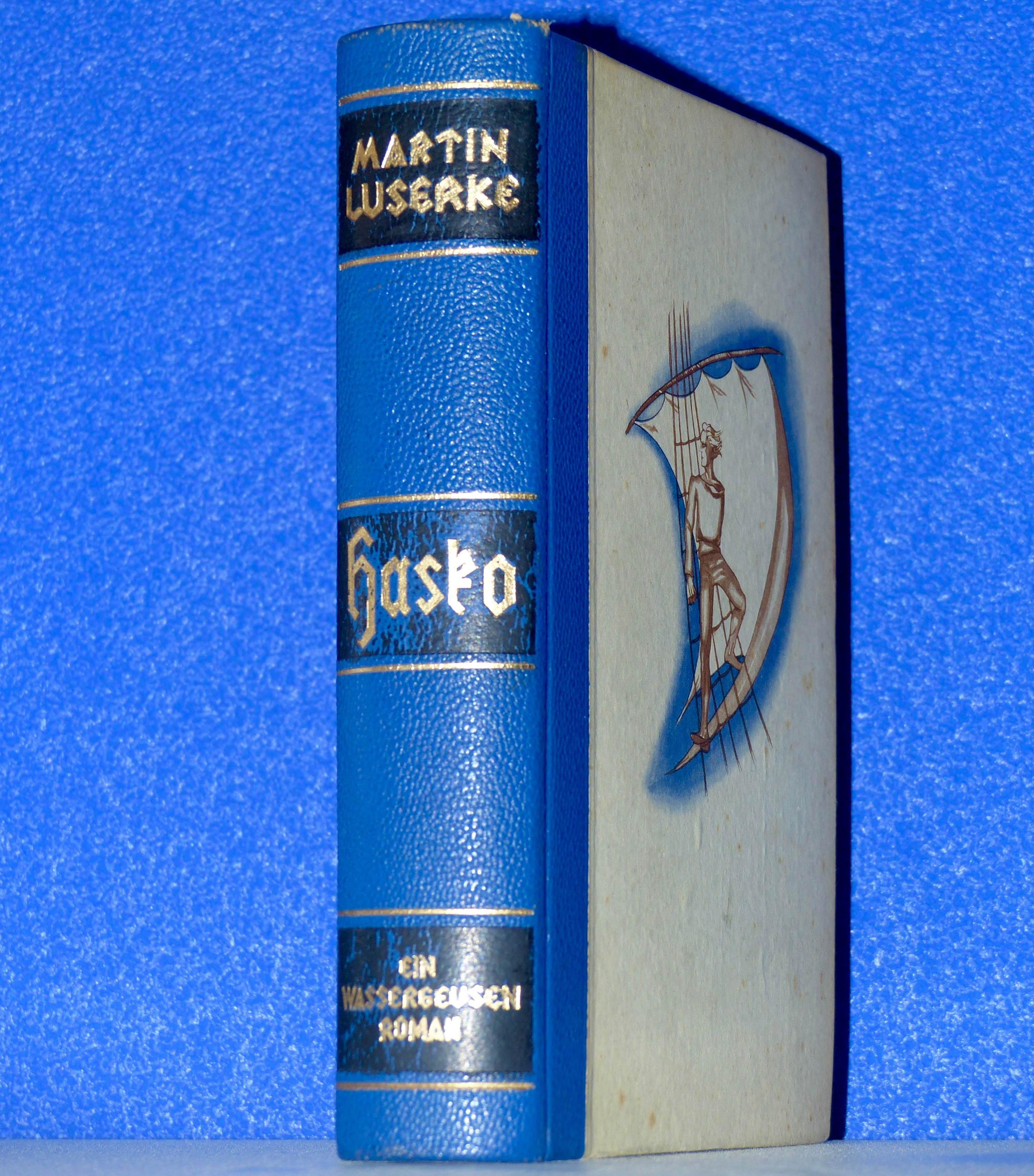
Hasko, le roman le plus connu de Luserke, parut en 1936

Contrairement aux autres écrivains allemands, Luserke refusa de prêter le « serment de soutien et de fidélité ultime à Adolf Hitler » (26 octobre 1933), et ne signa pas davantage l'« appel aux créateurs » (Aufruf der Kulturschaffenden, 18 août 1934). Luserke n'exprima pourtant jamais d'opinion claire à propos du régime nazi ; mais il n'y a aucune preuve non plus d'adhésion de Luserke au parti. Il repoussa d'ailleurs les offres de devenir instituteur d'une Napola, ou de collaborer aux colonnes du Völkischer Beobachter. Il fut, cela dit, colauréat en 1935 du « prix de littérature de la Reichshauptstadt Berlin », qui lui fut remis par Joseph Goebbels en personne,. Ses romans, imprégnés des contes germano-nordiques, connurent une véritable vogue sous le Troisième Reich, où les grands thèmes de son œuvre : la camaraderie, l'audace et les défis entre jeunes, étaient en phase avec les valeurs de l'époque ; toutefois leur trame romanesque est davantage d'esprit völkisch que proprement nazie.
Son roman Obadia et le ZK 14 ou les joyeuses aventures d'un maître-sorcier parut d'abord en feuilleton en 1936 dans les pages du Völkischer Beobachter puis en volume dans les éditions de la Deutsche Buch-Gemeinschaft. Les romans de Luserke étaient sans cesse réimprimés, y compris par la maison d'édition officielle du régime, Franz-Eher-Verlag.

### La retraite de Meldorf (1938–1968)

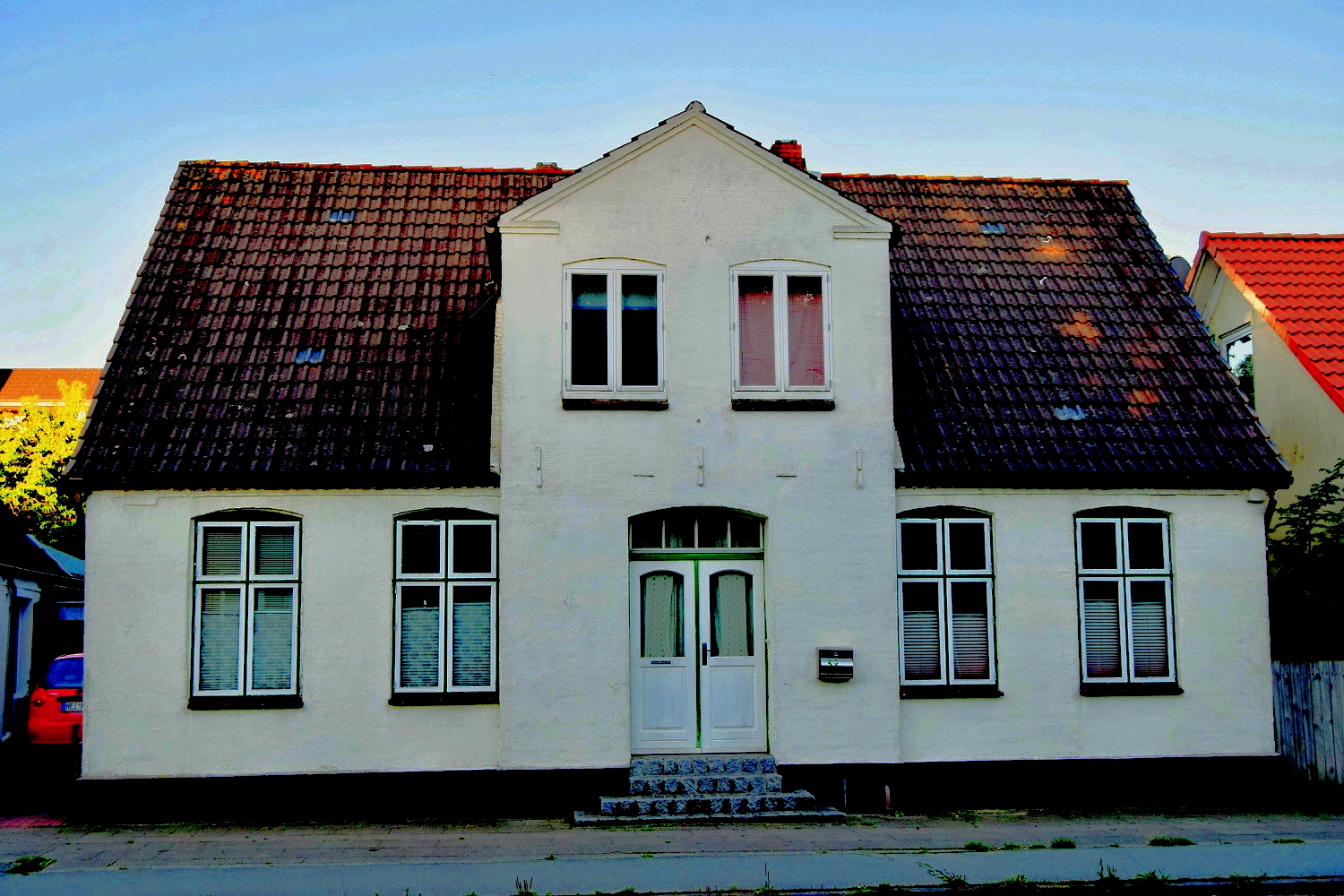
La maison de Luserke à Meldorf, en Dithmarschen, Holstein, Jungfernstieg 37

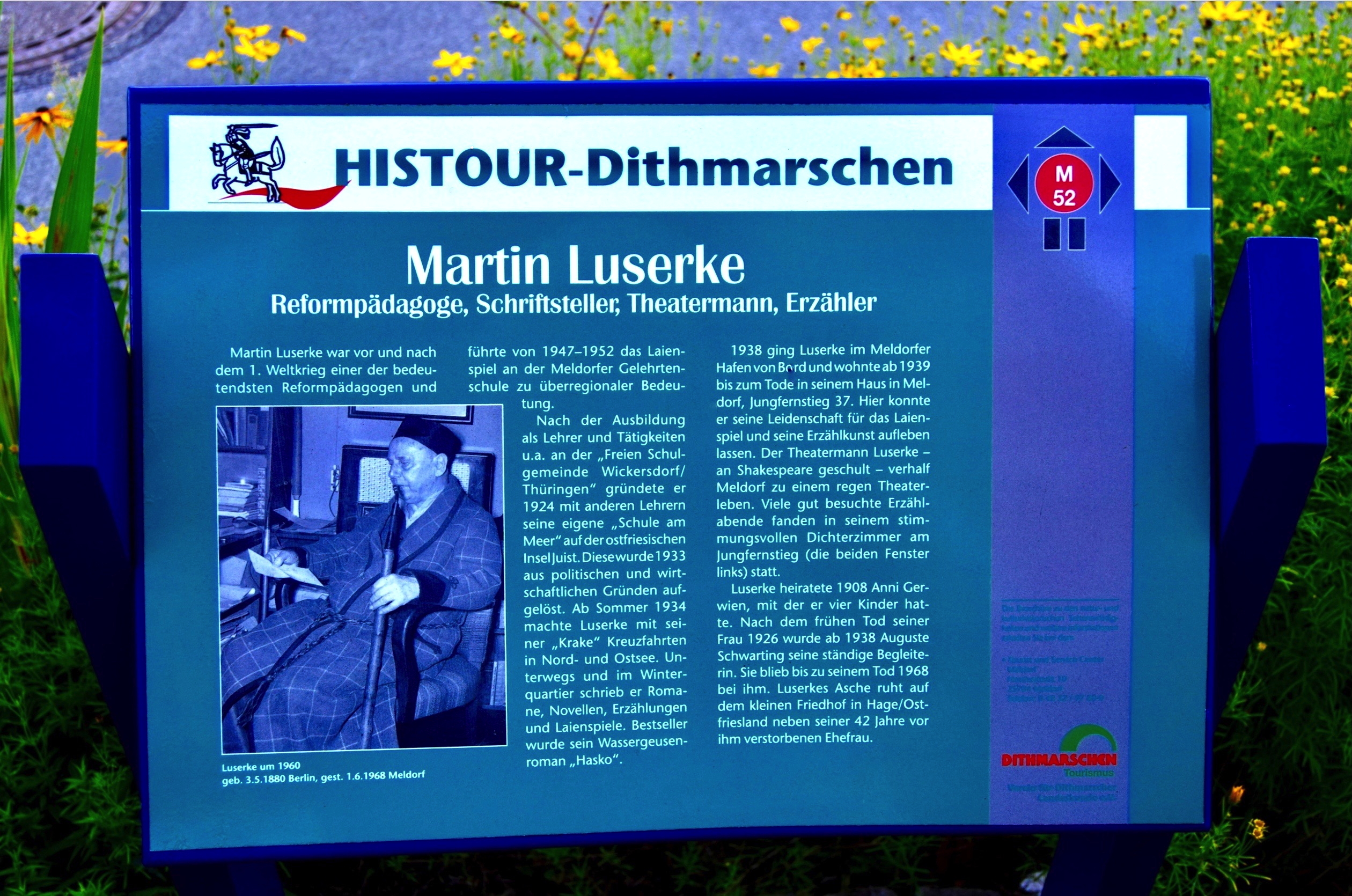
Plaque commémorative (2010) sur l'ancienne maison de Luserke à Meldorf.

Luserke passa la fin de l'année 1938 à Meldorf (Holstein), mais le minage des eaux allemandes en 1939, le rationnement et l'interdiction du trafic aux particuliers le clouèrent définitivement à terre ; il ne se décida toutefois à s'établir définitivement dans son nouveau logis qu'après y avoir passé un second hiver, en 1940. Il se mit à composer une multitude de saynètes pour le théâtre de rue et se remit à sa trilogie sur les Vikings. Un public assidu fréquentait ses soirées de conteur. Il renoua avec la mise en scène grâce à l'antenne de Meldorf de la Ligue des jeunes filles allemandes.
Une partie des manuscrits de ses romans disparut lors des bombardements aériens, en particulier la troisième partie de sa trilogie des Vikings, dont les épreuves étaient en cours de correction. De mai à juillet 1945, il fut autorisé par les Alliés à soutenir le moral des prisonniers de la Wehrmacht dans les différents camps du Holstein, jusqu'à ce que les autorités britanniques découvrent en lui un auteur-vedette du Troisième Reich. Ses romans furent désormais interdits dans les zones d'occupation américaines et soviétiques.
Au cours de l'Après-guerre, ses romans tombèrent peu à peu dans l'oubli, d'autant que la partition du pays et la liquidation des maisons d'édition posait d'inextricables difficultés quant aux droits d'auteur : il ne lui restait plus guère que quelques tantièmes versés par les éditions Voggenreiter de Potsdam. Pour Luserke, qui malgré une activité d'enseignant pendant des décennies ne touchait aucune retraite, la perte de ses droits d'auteur eut des conséquences graves,. L’État ouest-allemand ne lui accorda une pension que dans les années 1950.
Grâce à l'intercession de Wilhelm Flitner (de) auprès du sénateur de Hambourg Heinrich Landahl (de), Luserke obtint un poste à l'Institut de Social-pédagogie de Hambourg ; ce n'était toutefois pas une sinécure, car en ces années d'après-guerre, le voyage de Meldorf à Hambourg prenait six à sept heures et les wagons n'étaient pas chauffés, même l'hiver.
Il travailla comme professeur d'expression dramatique à la Gelehrtenschule de Meldorf,, qui fut son premier emploi public, de 1947 à 1952. Ce lycée, où les élèves l'appelaient familièrement Der Käptn ou der Meister.
Luserke passa ses dernières années à l'analyse de l'influence des comédies  de Shakespeare sur sa philosophie personnelle. Interrogé à la radio le jour de ses 75 ans sur ce qui lui paraissait le plus important au cours de sa carrière, il répondit :
« Lorsque je regarde en arrière, j'y vois trois choses importantes : d'abord la Mer du Nord, considérée dans toutes ses dimensions, ensuite l’Éducation, l'Enseignement, la Pédagogie ; enfin cette aventure qu'est la vie. »
— Martin Luserke, Interview du 3 mai 1955 à la Norddeutscher Rundfunk
Il mourut à Meldorf à 88 ans et fut inhumé aux côtés de sa femme Anne-Marie († 1926) dans le village de Hage en Frise-Orientale,.
En 2018, ses descendants ont abandonné la tombe. Cependant, sa pierre tombale a été amenée sur l'île de la Frise orientale de Juist en mer du Nord et y a été placée dans le cimetière de l'île en 2019.

## Publications (extrait)
- Geheimnis der See. Zwei bretonische Erzählungen. 1935 (rééditions 1940, 1942, 1945)
- Hasko. Ein Wassergeusen-Roman. 1936 (réédition 1942) ; traduction française :
  - Hasko. Trad. Gaudefroy-Demombynes. Paris, éd. Balzac. 1944
- Das Schiff Satans. Bretonische Erzählungen. Potsdam, 1936 (réédition 1943)
- Bran watet durch das Meer. Einer keltischen Überlieferung nacherzählt. 1941
- Der Mahb Pab. Eine Geschichte von Abenteuer des Lebens (Eine bretonische Geschichte). 1943